# Ēostre
Ēostre – anglosaska bogini wiosny, której święto obchodzono w Brytanii. Od jej imienia wywodzi się angielska nazwa Wielkiej Nocy (Easter); możliwe że niektóre  angielskie obyczaje ludowe praktykowane w okresie Wielkanocy mają korzenie w jej kulcie.
Nazwa posłużyła Jörgowi Lanzie von Liebenfelsowi za tytuł czasopisma Ostara. W historycznych źródłach pojawia się wyłącznie w średniowiecznym traktacie De temporum ratione napisanym w 725 r. przez chrześcijańskiego mnicha Bedę zwanego czcigodnym.